# Groot Henar
Groot Henar es un ressort de Surinam, que se encuentra ubicado en el distrito de Nickerie. Posee una población de 3540 habitantes (censo 2004).
Hay un puente sobre el río Nickerie cerca de Groot Henar, sobre la carretera que forma la ruta de interconexión Norte que une el Este y el Oeste de Surinam. 